# Christian Tschurtschenthaler
Christian Tschurtschenthaler (* 21. Dezember 1958 in Bruneck) ist ein italienischer Politiker der Südtiroler Volkspartei (SVP).

## Biographie
Christian Tschurtschenthaler absolvierte die Handelsschule in Bruneck. Anschließend studierte er Textilwirtschaft in Nagold im Schwarzwald. Nach seinem Abschluss als Textil-Betriebswirt trat er in das elterliche Modegeschäft ein. Tschurtschenthaler war elf Jahre lang Kaufleutepräsident des Bezirks Pustertal. Zwischen 1995 und 2000 war er Vizebürgermeister der Stadtgemeinde Bruneck und von 2000 bis 2013 Bürgermeister. Bei den Landtagswahlen 2013 konnte er mit 8229 Vorzugsstimmen ein Mandat für den Südtiroler Landtag und damit gleichzeitig den Regionalrat Trentino-Südtirol erringen. Im Vorfeld der Landtagswahlen 2018 verzichtete Tschurtschenthaler auf eine erneute Kandidatur und zog sich in der Folge aus der aktiven Politik zurück.